# جون بوند (لاعب كرة قدم أمريكية)
جون بوند (بالإنجليزية: John Bond)‏ هو مدرب رياضي أمريكي، ولد في 1962 في روجرز في الولايات المتحدة.